# تاول حساسیت پوستی
تاول‌های حساسیت پوستی (به انگلیسی: Coma blister) گونه‌ای از تاول هستند؛ که در اثر حساسیت بیش از حد پوست ایجاد می‌شوند.